# Poltergeist (2015)
Poltergeist is een Amerikaanse horrorfilm uit 2015, geregisseerd door Gil Kenan. De film is een remake van de film uit 1982 met dezelfde titel van Tobe Hooper en Steven Spielberg.

## Verhaal
Als de familie Bowen verhuist naar een andere stad, lijkt alles gewoon in hun nieuwe huis totdat ze te maken krijgen met klopgeesten die in het begin nog rustig zijn maar na verloop van tijd steeds meer een agressief gedrag vertonen. Als de jongste dochter Madison verdwijnt door de boze geesten, kan ze alleen nog maar communiceren met haar familie via het beeldscherm van het televisietoestel. De familie haalt een geestenbezweerder in huis om haar nog te kunnen redden voordat ze voorgoed verdwijnt.

## Rolverdeling
| Acteur           | Personage         |
| ---------------- | ----------------- |
| Sam Rockwell     | Eric Bowen        |
| Rosemarie DeWitt | Amy Bowen         |
| Saxon Sharbino   | Kendra Bowen      |
| Kyle Catlett     | Griffin Bowen     |
| Kennedi Clements | Madison Bowen     |
| Jared Harris     | Carrigan Burke    |
| Jane Adams       | Dr. Brooke Powell |
| Susan Heyward    | Sophie            |
| Nicholas Braun   | Boyd              |

## Verschillen met het origineel
- De naam van de familie Freeling (ouders Steven en Diane met kinderen Dana, Robbie en de ontvoerde Carol Anne) is veranderd in de familie Bowen (ouders Eric en Amy met kinderen Kendra, Griffin en de ontvoerde Madison).
- Het paranormale medium dat de familie te hulp schiet in de remake, is de mannelijke Carrigan Burke, in plaats van de vrouwelijke Tangina Barrons.
- Carol Anne wordt in het origineel uit de dimensie van de doden gered door haar moeder Diane, in de remake door haar broer Griffin.
- De remake bevat technische apparaten die in de tijd van het origineel nog niet bestonden. Zo is het televisietoestel uit de jaren tachtig vervangen door een flatscreen en wordt de dodendimensie in de remake in eerste instantie binnengegaan met een drone.
- De film uit 2015 is uitgebracht in 3D.